# カルメン (小惑星)
カルメン (558 Carmen) は、小惑星帯の小惑星である。マックス・ヴォルフによってハイデルベルクのケーニッヒシュトゥール天文台で発見された。
プロスペル・メリメ作の同名の小説『カルメン』を原作としたジョルジュ・ビゼーのオペラ『カルメン』の登場人物に因んで命名された。